# Göttlesbrunn-Arbesthal
Göttlesbrunn-Arbesthal é um município da Áustria localizado no distrito de Bruck an der Leitha, no estado de Baixa Áustria.